# سرو لوسیتانی
سرو لوسیتانی (نام علمی: Cupressus lusitanica) نام یک گونه از سرده زربین است.